# Quảng Ngãi (provins)
Quang Ngai (på vietnamesiska Quảng Ngãi) är en provins i centrala Vietnam. Provinsen består av stadsdistriktet Quang Ngai (huvudstaden) och tretton landsbygdsdistrikt: Ba To, Binh Son, Duc Pho, Ly Son, Minh Long, Mo Duc, Nghia Hanh, Son Ha, Son Tay, Son Tinh, Tay Tra, Tra Bong samt Tu Nghia.